# 张才千
张才千（1911年9月7日—1994年12月24日），湖北麻城乘马岗镇新村村张家冲人，中国人民解放军中将。

## 生平

### 早年经历
1927年，张才千参加黄麻起义。1929年参加农民运动，任村农民协会委员兼少先队队长。1930年4月参加中国工农红军。1931年1月，在红四军军部教导团当班长，同年7月加入中国共产党。此后任红四军第10师28团排长、29团2营连长、第73师3营营长。参加了鄂豫皖苏区历次反围剿作战。
1932年，随方面军主力西进川陕苏区，次年部队扩编，张才千历任红三十一军93师副师长兼第279团团长。10月任红四军第12师副师长、代理师长。1934年2月任第12师师长。同年11月改任红四军参谋主任，参加川陕苏区历次作战。万源保卫战中，张才千坚守万源西南的玄祖殿，击退川军数次进攻后，抓住战机指挥小分队从几个方向向川军阵地发起反冲击，以两个连兵力击溃川军两个旅的进攻。接着，又于7月下旬指挥1个营从玄祖殿东西两道山梁直插川军阵地，歼川军一个团。1935年5月参加长征，7月改任红四军军部作战科科长。同年冬随军南下川康边。1936年2月入红四方面军红军大学学习。1937年3月任援西军随营学校校长。7月任红四军第12师师长。

### 抗日战争与第二次国共内战时期
1937年，张才千任八路军第129师385旅770团团长，率部队留守陕甘宁边区。1944年秋，率770团进军河南，任豫西区党委委员、八路军豫西抗日游击第4支队司令员兼政治委员。1945年2月，任中共豫西第四地委书记、河南军区第4军分区司令员兼政治委员等职。
第二次国共内战时期，任中原军区第1纵队第2旅旅长、纵队参谋长，参加中原突围作战。1946年，任鄂西北军区参谋长兼第四军分区政治委员。1947年，任江南游击纵队司令兼政治委员，中原军区独立旅旅长兼政治委员，中原野战军第12纵队副政治委员，江汉军区副司令员。1948年，任江汉军区司令员。1949年5月，担任湖北军区参谋长。

### 中华人民共和国成立后
中华人民共和国成立后，任海南军区第一副司令员、司令员。1955年3月，任中国人民解放军南京军区参谋长，被授予中将军衔，获一级八一勋章、二级独立自由勋章、一级解放勋章。1957年9月，任南京军区副司令员。1971年4月，张才千升任中国人民解放军副总参谋长、总参谋部党委副书记、中共中央军委办公会议成员，在九一三事件以后，曾主持过一段时间的总参谋部工作。参与指挥了西沙海战和中越战争。曾担任国务院、中央军委陆军军工产品定型委员会主任、定型工作领导小组组长、国防尖端武器定型小组组长。
1980年1月，张才千任中国人民解放军武汉军区司令员。是中共第九届、第十届、第十一届中央委员，中共十一届一中全会任中央军委委员。在中共十二大、十三大上相继当选为中央顾问委员会委员。1988年7月被授予中国人民解放军一级红星功勋荣誉章。1994年12月24日在北京逝世。